# Gabrielle Hébert
Gabrielle Hébert (Dresda, 3 gennaio 1853 – 23 giugno 1934) è stata una fotografa francese di origine tedesca.

## Biografia
Originaria di una famiglia aristocratica tedesca di Dresda, Gabrielle d'Uckermann seguì delle lezioni di disegno a Parigi, nel 1880 sposò all'età di ventisette anni, il pittore Ernest Hébert, di 63 anni. Iniziò a praticare la fotografia nel 1888. Suo marito era allora direttore di Villa Medici, e lei creò in particolare accanto al pittore Alexis Axilette, in un ambiente allora essenzialmente maschile. Ha lasciato più di 3.500 stampe.
Quando suo marito morì nel 1908, raccolse le sue opere in vista della creazione di un museo, che sarebbe diventato il museo Hébert, situato nella loro casa a La Tronche, nell'Isère. Morì nel 1934.

## Attività

### Soggetti
Le fotografie di Gabrielle Hébert documentano in particolare i viaggi compiuti con il marito, ad esempio in Spagna o in Italia. I suoi soggetti alternano scene di vita quotidiana, urbane o rurali, paesaggi e monumenti del patrimonio storico, come l'Alcázar di Siviglia.
La sua collezione testimonia anche in modo unico la vita degli ospiti di Villa Medici a Roma alla fine dell'Ottocento, e anche delle stampe più trasgressive, in particolare dei nudi femminili che forse sono serviti da modello al pittore Alexis Axilette. Le sue composizioni sono curate e dallo stile preciso.

### Tecnica
Interessata alla tecnica fotografica, all'epoca in piena evoluzione, Gabrielle Hébert ha utilizzato diverse macchine fotografiche, nonché diverse camere oscure e tecniche per sviluppo e ritocco. In particolare si occupa di fotografia istantanea, resa possibile dal processo al bromuro, che le permette di avere un dispositivo portatile.

### Pratica amatoriale e dimensione artistica
La pratica fotografica di Gabrielle Hebert è talvolta descritto come dilettantesca e vista come caratteristiche della fotografia di svago di una certa classe superiore del XIX secolo. Tuttavia, la sua padronanza tecnica e il suo approccio segnato dalla composizione pittorica rendono anche possibile parlare di una dimensione artistica e personale, come vedere un fotoreporter o foto-etnografo, caratterizzata da una capacità di presa immediata.
Diversi ricercatori ritengono inoltre che la sua pratica fotografica fosse un mezzo per affermarsi in un ambiente allora riservato agli uomini, nonché un modo per uscire dall'ombra del marito, rinomato pittore.

### Galleria d'immagini

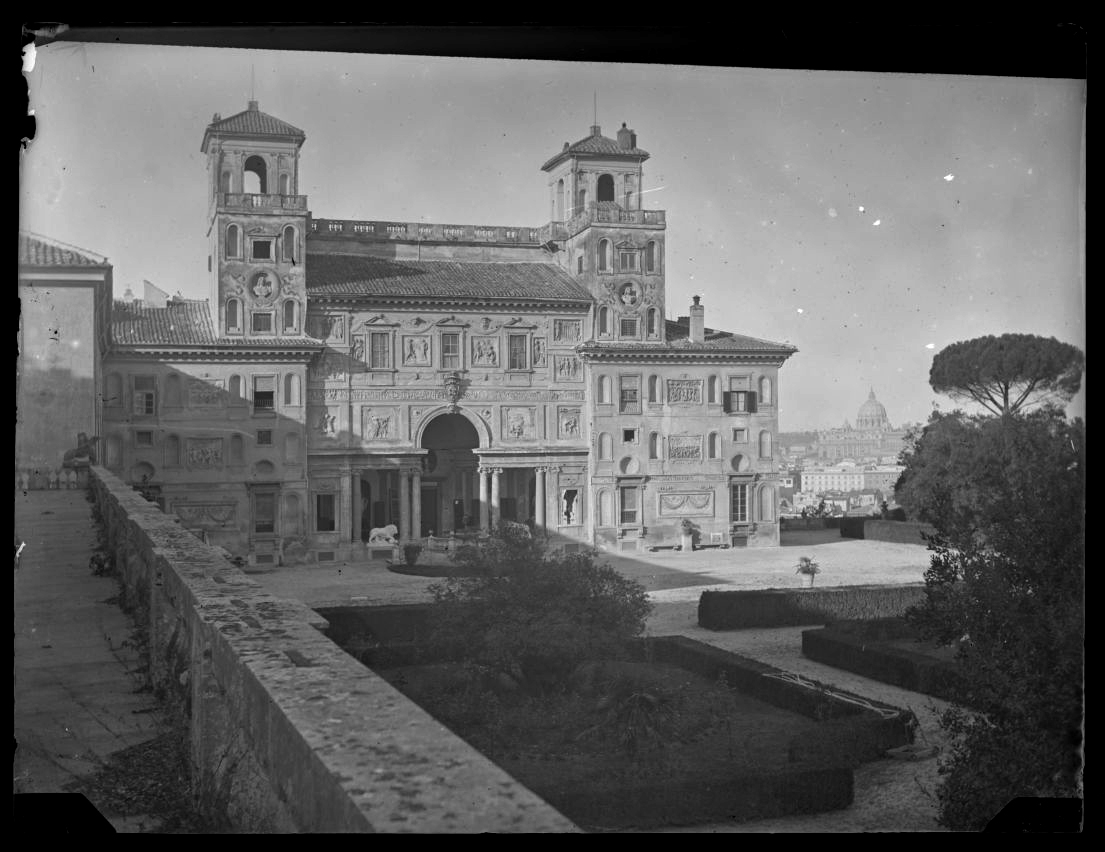
La villa medicea a Roma, fotografata da Gabrielle Hébert nel 1891
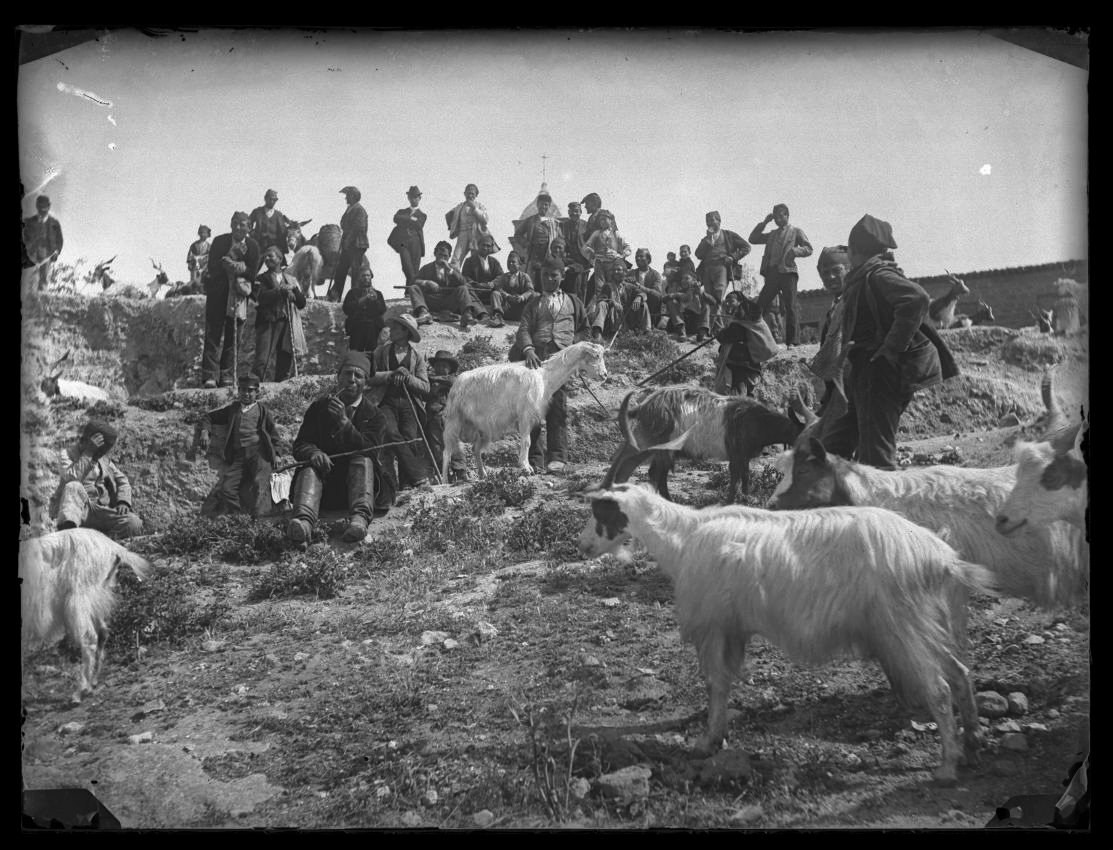
Contadini italiani, fotografati da Gabrielle Hébert intorno al 1895
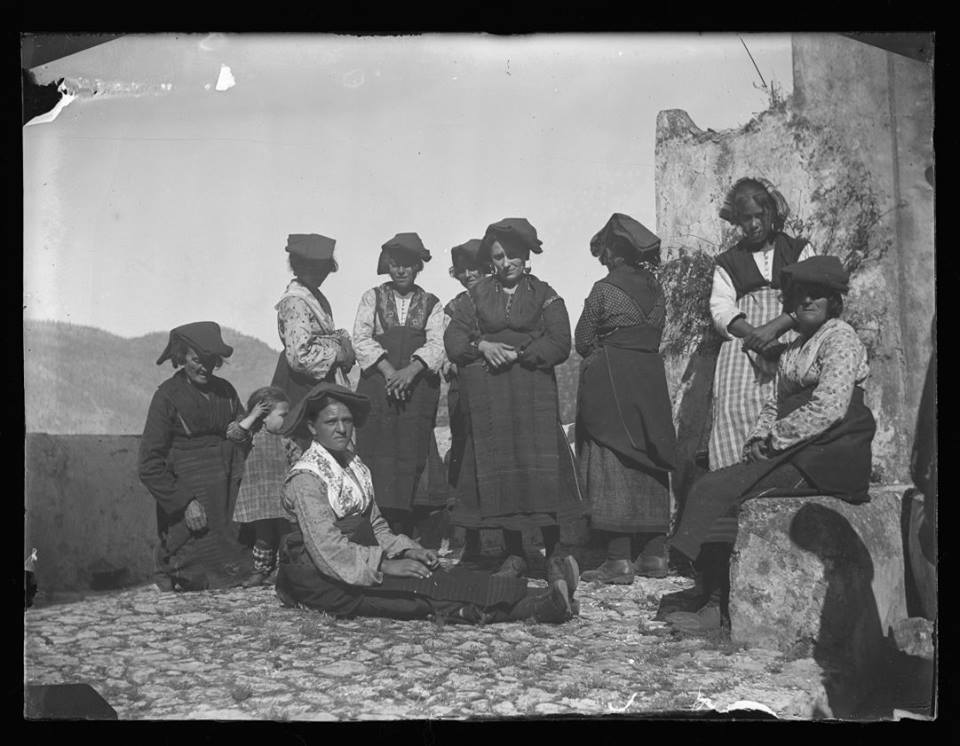
Donne di Sonnino in abito tipico (1890)
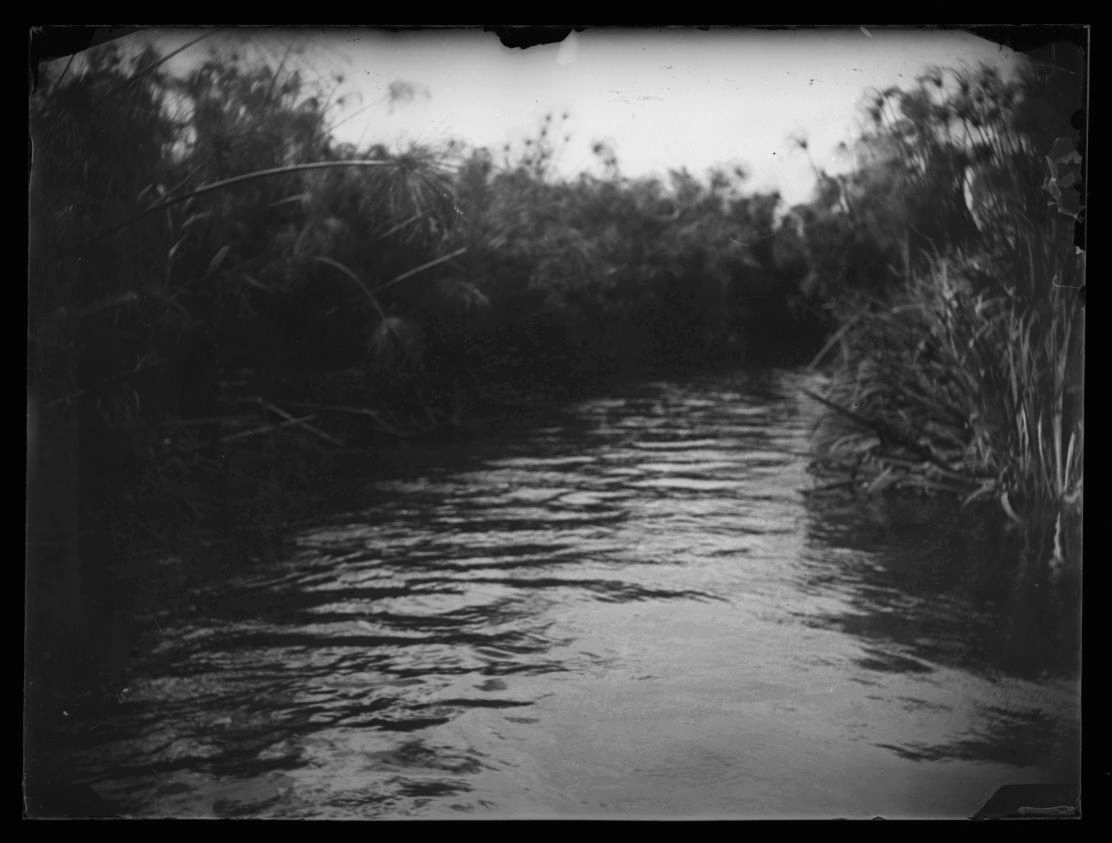
Una palude in Italia, fotografata da Gabrielle Hébert nel 1893

## Eredità
Le sue stampe ed i suoi negativi sono conservati al museo Hébert a La Tronche e al museo Hébert a Parigi.
Il museo Hébert di La Tronche ha dedicato diverse mostre all'opera di Gabrielle Hébert:
- Istantanee a Villa Medici di Gabrielle Hébert (1888-1895) , 2007[5][7]
- Italiani pittoreschi , 2014[4]
- Viaggio in Spagna (ottobre / novembre 1898), fotografie Kodak di Gabrielle Hébert , 2020[1][8]